# Monochamus bimaculatus
Monochamus bimaculatus là một loài bọ cánh cứng trong họ Cerambycidae.